# Charles Joseph Tanret
Charles Joseph Tanret (9 août 1847 à Joinville -  29 juillet 1917 à Paris) est un pharmacien et chimiste français.

## Biographie
Charles Joseph Tanret fait ses études classiques au Petit Séminaire de Langres où il obtient son baccalauréat. Il est reçu à l'internat de pharmacie de la faculté de pharmacie de Paris en 1870. Il soutient une thèse sur l'albumine en 1872, au cours de laquelle il donne la formule d'un réactif original dit réactif de Tanret (à base d'iodomercurate de potassium HgI3K) pour la recherche et le dosage de l'albumine dans les urines.
Il s'établit alors à Troyes où il ouvre une officine et installe un laboratoire de fortune dans lequel il effectuera ses premiers travaux de chimie végétale. En 1879, il s'installe à Paris, où il collabore notamment avec Marcellin Berthelot, et il s'intéresse à l'extraction des alcaloïdes. En 1880, il acquiert une officine, mais après 13 ans de pratique, il cesse toute activité officinale et va étendre son laboratoire de chimie végétale

## Principaux travaux
Ses travaux ont porté sur les questions de chimie végétale encore en balbutiement. On peut citer notamment ses recherches approfondies sur la composition de l'écorce de racine de grenadier (Punica protopunica), utilisée pour ses propriétés vermifuges, avec l'isolement de la pelletiérine, de l'isopelletiérine, de la méthylpelletiérine et de la pseudopelletiérine,,,
Il s'intéresse aussi aux constituants de l'ergot du seigle dont il isole l'ergotinine, (qui se révéla par la suite être un mélange d'alcaloïdes), l'ergostérol, le phytostérol, l'histamine et le tréhalose.
À partir de 1895 il présente un ensemble de travaux sur la chimie des sucres avec, en particulier, la découverte de la mutarotation de glucose qui permet d'expliquer l'existence de deux séries symétriques de sucres. Il s'agit de l'obtention à l'état pur de divers polysaccharides des crosne du Japon, du topinambour et de la manne du frêne. Il étudia de plus la convallamarine du muguet, l'hespéridine des citrus et la vincétoxétine du dompte-venin.

## Publications
- [1875] « Sur la présence d'un nouvel alcaloïde, l'ergotinine, dans le seigle ergoté », Comptes-rendus de l'Académie des sciences, vol. 81,‎ 1875, p. 896-897 (ISSN 0001-4036, lire en ligne [sur gallica]).
- [1878a] « Sur la pelletiérine, alcaloïde de l'écorce de grenadier », Comptes-rendus de l'Académie des sciences, vol. 86,‎ 1878, p. 1270-1272 (ISSN 0001-4036, lire en ligne [sur gallica]).
- [1878b] « Sur la pelletiérine, alcali de l'écorce de grenadier », Comptes-rendus de l'Académie des sciences, vol. 87,‎ 1878, p. 358-360 (ISSN 0001-4036, lire en ligne [sur gallica]).
- [1879] « Sur les alcalis du grenadier », Comptes-rendus de l'Académie des sciences, vol. 88,‎ 1879, p. 716-718 (ISSN 0001-4036, lire en ligne [sur gallica]).
- [1880] « Sur les alcalis du grenadier », Comptes-rendus de l'Académie des sciences, vol. 90,‎ 1880, p. 695-698 (ISSN 0001-4036, lire en ligne [sur gallica]).
- [1895] « Sur les modifications moléculaires du glucose », Comptes-rendus de l'Académie des sciences, vol. 120,‎ 1895, p. 1060-1062 (ISSN 0001-4036, lire en ligne [sur gallica]).

## Prix et distinctions
- Lauréat des Hôpitaux de Paris
- Lauréat de l'Institut Pasteur
- Prix Barbier de l'Académie des sciences (1879)[8],[9]
- Prix Jecker de l'Académie des sciences (1895)[10]
- Président de la Société chimique de Paris (1897)
- Premier prix de la section Arts chimiques et pharmacie à l'Exposition universelle de Paris de 1889
- Légion d'honneur